# Hoplodrina albescens
Hoplodrina albescens là một loài bướm đêm trong họ Noctuidae.